# Jean-Pierre Nasrallah
Jean-Pierre Nasrallah est un pilote libanais de rallye et de course de côte.

## Biographie
Ce pilote a débuté la compétition automobile en 1985 (devenant alors le plus jeune libanais vainqueur d'une compétition internationale la même année), qu'il ne cessa qu'en 2005.
Il gère désormais une école de conduite et de pilotage automobile.

## Palmarès
- 3 victoires en Championnat du Moyen-Orient des Rallyes (MERC - 6e de ce dernier en 2002);
- Double champion du Liban des Rallyes: 1994 et 1995 (sur Lancia Delta HF Integrale (ex Abarth) du team Astra Racing");
- Sextuple champion du Liban de Courses de côte: 1984, 1985, 1986 (sur Porsche 911 S), et 1993, 1994 et 1995 (sur Ford Escort Cosworth);
- Triple vainqueur du Rallye du Liban (fréquente épreuve du MERC): 1995, 1997 et 2002 (2e en 2001, 3e en 1998 et 2004);
- Vainqueur de la "Course-challenge des Champions du Moyen-Orient" en 1997;
- Hill Climb race (USA): vainqueur du Groupe N en 1985 (sur Renault 5 Turbo 2);
- Vainqueur de la course de côte Rumman de Jordanie en 1995;
  - 4e du rallye de Chypre en 1997 (5e en 1995).